# アルソフォカスの書
『アルソフォカスの書』（アルソフォカスのしょ、原題：英: The Black Tome of Alsopho-cus）は、イギリスのホラー小説家マーチン・S・ハーネスが1980年に発表した短編小説。クトゥルフ神話の一つ。
『New Tales of the Cthulhu Mythos』のために書き下ろされた。ハワード・フィリップス・ラヴクラフトの断章『いにしえの書』を補作したものであり、ダーレス神話の要素が入っている。新ク解説にて、那智史郎は、異色揃いの『New Tales of the Cthulhu Mythos』の中では違和感を覚えさせる正調神話作品と解説している。
作者の詳細は不明であるが、イギリスのブラッドフォードに生まれ、同地で繊維工業関係の職に就いているとのこと。

## あらすじ
朽ちかけた古書店で「わたし」が手に取った古書には、禍々しい術式が記されていた。わたしが代金を支払おうとしても、老主人は受け取ろうとはしない。帰り道、わたしは何者かに後をつけられているような恐怖感に襲われる。帰宅して屋根裏部屋に鍵をかけ、書を読み上げる。
当時、わたしには家族がおり、召使も大勢いたはずだが、それがいつであったのか、どうなってしまったのか、今ではもう思い出すことができない。本を読んで以来、数知れぬ年月と次元を巡り、わたしの時間の観念は変わってしまい、もはや一分と一世紀の区別もつけられない。
わたしは高まった超能力を駆使して、惑星シャールノスへと飛ぶ。何事もなく戻って来れると慢心していたが、恐怖王ナイアルラトホテップを目の前にしてなす術はなく、屈服する。続いてシャールノスから発した怪光が、地球へと射し込む。わたしの魔力を利用して旧神の封印を突破したナイアルラトホテップが、地球へと帰還したのである。わたしの肉体は、ナイアルラトホテップの霊を宿して、地球上を歩み、人類に苦難をもたらす。取り残されたわたしの精神は空虚化し、やがて思考も途絶える。

## 主な登場人物・用語
- わたし - 語り手。魔道書を手に入れて魔術研究に没頭し、現実から乖離する。
- ナイアルラトホテップ - 旧支配者。地球を追放され、故郷の惑星シャールノスに幽閉されていた[注 1]。
- 「暗黒の大巻」 - 人類以前の妖術師、エロンギルのアルソフォカスが記した、伝説的な写本。
- 「惑星シャールノス」 - 黒と緑の二重恒星を公転する、ただ一つの惑星[注 2]。黒檀の宮殿にナイアルラトホテップが君臨する。
- 無数の化物 - シャールノスの住人。雄羊の頭のクヌーム、ジャッカルの頭のアヌビス、ぶくぶくに太って恐ろしげな太母神タウレト、レプラに犯された生き物、癌にただれたものども、不定形の生物群など。[注 3]

## 収録
- 国書刊行会『新編真ク・リトル・リトル神話大系7』高橋三恵訳